# Pandoras.box
pandoras.box ist eine 2004 gegründete deutsche Band aus Geisenhausen. Die Gruppe besteht aus Martin Steer, André Wittmann, Johannes Hertrich, Markus Staudinger und Phillip Dübell.

## Geschichte
2009 veröffentlichten sie ihr erstes Album Barriers kostenfrei im Internet, welches nicht nur in Deutschland Aufmerksamkeit erfuhr. Ende 2010 nahm sie das Berliner Label Noisolution unter Vertrag. Dort erschien im Januar 2011 das zweite Album Monomeet, das ähnlich positiv aufgenommen worden ist. Im November 2016 wurde die Facebook-Seite der Band umbenannt, wenig später wurde auch die offizielle Homepage der Band abgeschaltet. Bandmitglieder bestätigten auf Nachfrage, dass die Band aufgelöst wurde.

## Diskografie
- 2009: Barriers (Album, Eigenvertrieb)
- 2011: Monomeet (Album, Noisolution)

## Nebenprojekte
Martin Steer ist Gitarrist bei Frittenbude und Gründer und Chef des Berliner Labels Antime.